# Kiyoshi Atsumi

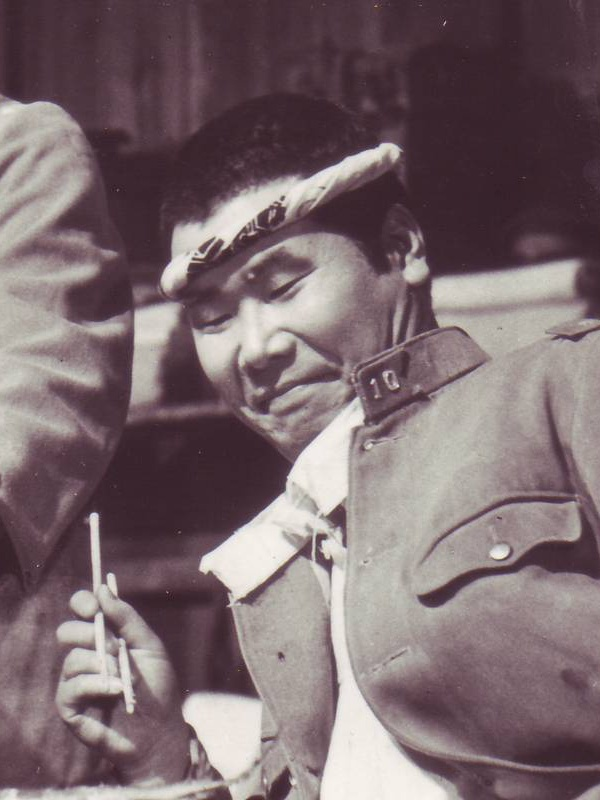
Kiyoshi Atsumi

Kiyoshi Atsumi (japanisch 渥美 清, Atsumi Kiyoshi, wirklicher Name Tadokoro Yasuo (田所 康雄); * 10. März 1928 in Tokio; † 4. August 1996 ebenda) war ein japanischer Schauspieler.

## Leben
Der aus dem Handwerkermilieu von Tokios Asakusa-Viertel (Stadtbezirk Taitō) stammende Atsumi begann seine schauspielerische Laufbahn auf Bühnen seines heimatlichen Stadtviertels.
Seinen großen Durchbruch als Schauspieler erreichte er jedoch erst mit Anfang 40, als er das erste Mal die Figur des „Torajirō Kuruma“, genannt „Tora-san“, in der Filmreihe Otoko wa tsurai yo – „Ein Mann sein ist schwierig“ verkörperte. „Tora-San“ sollte ihn zu einem der bekanntesten Darstellern Japans machen. Insgesamt 48 Mal schlüpfte Atsumi zwischen 1969 und 1996 in die Rolle des Vagabunden aus ärmlichen Verhältnissen, der sich allen Verpflichtungen zu entziehen versucht und sich jedes Mal erneut als ewiger Verlierer erweist und somit weder finanziellen Erfolg noch privates Glück findet. Obwohl „Tora-san“ während der gesamten Filmreihe im gleichen Alter bleibt, die gleiche Kleidung trägt – kariertes Sakko, grauer Filzhut mit schmaler Krempe und Bauchbinde – und die gleichen Probleme hat, ist seine Popularität ungebrochen. Als eine Art Identifikationsfigur für gesellschaftlich Unterlegene war der Figur und somit allen 48 Filmen großer Erfolg beschieden.
Drehbuch und Regie übernahm bei fast allen Abenteuern Yōji Yamada. Doch auch Atsumis persönliche Erfahrungen flossen in die Rolle ein: So ist das fiktive Heimatstädtchen „Tora-sans“ seinem eigenen Jugendviertel mit den engen Gassen und den in der Öffentlichkeit ausgetragenen Familienzwisten dem Asakusa-Viertel nachempfunden und sein Äußeres – inklusive großer Warze über dem linken Auge und den schmalen Augen – machten einen hohen Wiedererkennungswert und Identifikationspotential für seine Zuschauer aus.
Die „Tora-san“-Reihe wird vom Guinness-Buch der Rekorde als die am längsten fortgesetzte Kinoserie mit demselben Hauptdarsteller geführt – Kiyoshi Atsumi ist somit der Schauspieler, der am längsten die gleiche Rolle in einer Kinoserie verkörperte. Er wurde 1983 als Bester Hauptdarsteller mit dem Blue Ribbon Award ausgezeichnet.
Atsumi spielte mit in dem Film von Nomura Yoshitarō „Haikei tennō heika-sama“ (拝啓天皇陛下様) – „Hochverehrter Tennō, hochverehrte Gemahlin“ (1963) – und in Hani Susumus Afrika-Film „Buwana toshi no uta“ (ブワナ・トシの歌) – „Lied des Bwana Toshi“ (1965).